# Mimosa regnellii
Mimosa regnellii är en ärtväxtart som beskrevs av George Bentham. Mimosa regnellii ingår i släktet mimosor, och familjen ärtväxter.

## Underarter
Arten delas in i följande underarter:
- M. r. pungens
- M. r. rectispina
- M. r. regnellii